# تدريب الفترة

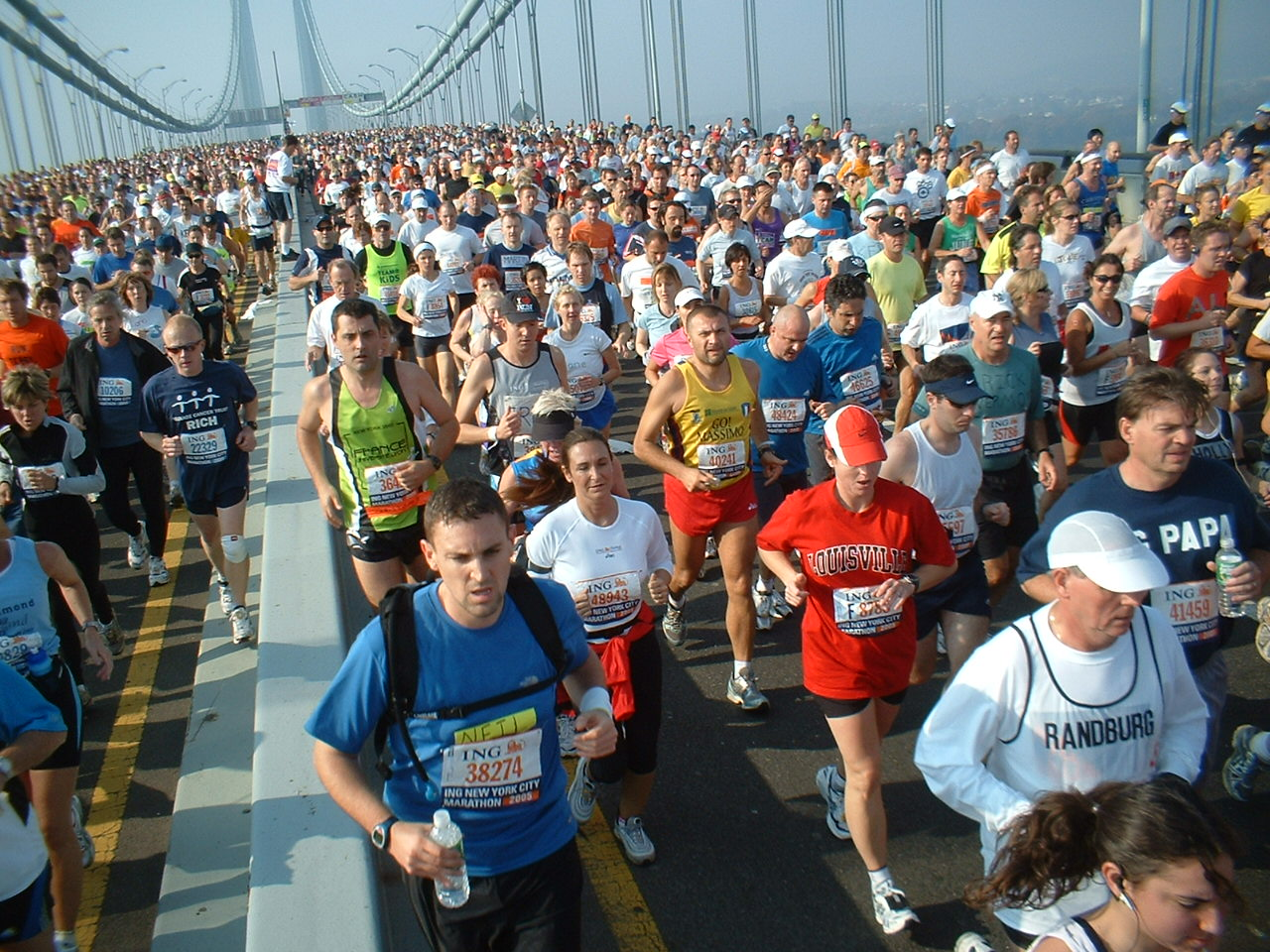
ماراثون نيويورك 2005

تدريب الفترة أو التدريب الفَتري أو التدريب على فترات (بالإنجليزية: Interval training) هو نوعٌ من التدريبات، ويتضمن سلسلةً من التدريبات مُنخفضة إلى عالية الشدة تتخللها فتراتٌ من الراحة أو الاسترخاء. تكون فترات الشدة العالية عادةً في أو قريبةً من التمارين اللاهوائية (مثل مرحلة انقطاع النفس بعد جري سريع)، في حين أن فترات التعافي تتضمن نشاطًا منخفضا أو متوسطا الشدة (جري سهل مستمر من دون انقطاع للنفس) (ماراثون). يؤدي تباين شدة الجهد إلى تمرين عضلة القلب، وتوفير تمرين للقلب والأوعية الدموية، مما يُحسن من القدرة الهوائية للقلب ويسمحُ للشخص بإجراء التدريبات لفترةٍ أطول و/أو على مستويات أكثر شدة (والتوقف عند انقطاع النفس).
التدريب على فترات له أغراض «إطالة فترة الجهد»، أو «فترة الجهد السريع»، تحمل حمض اللبنيك، «استهلاك حمض اللبنيك»، «تضخيم استنشاق الأكسجين» أو تحسين وتضخيم السرعة إلى حد المنافسة في الجري السريع أو السباحة السريعة. كما يسمح التدريب على فترات على تحسين استغلال الجهد في تأدية الحركة (التناغم بين حركات العضلات داخليا وخارجيا).
كل تلك الأهداف من التدريبات مهمة للرياضات المختلفة، ولهذا يتميز التدريب على فترات لدى الرياضيين وكذلك لهواة الرياضات المختلفة، وكذلك لمن يريدون خفض وزنهم.
كما يوجد نوع من تلك التمارين يحسن طريقة تخسيس الوزن باتباع تمرينات على فترات شديدة الإجهاد، بحيث يصل معدل إجهاد العضلات إلى نحو 95% ، ويسمى هذا النوع من التدريب.(HIIT)

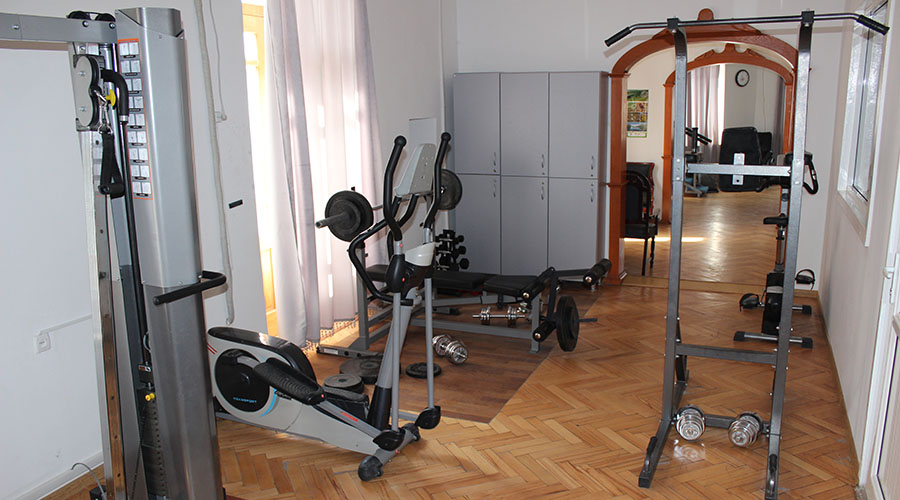
قاعة ممارسة تمارين الفترة

الجري 100 متر أو جري المسافات المتوسطو أو الطويلة، وكذلك سباق الدراجات والسباحون والمجدفون، كلهم يعرفون تدريب الفترة لاعداد نفسهم لمنافس رياضية. ويهتم البحث العلمي أيضا بتدريب الفترة لحالات قصور القلب وأوقات التعافي لاستعادة القوى.
ويعتبر إميل زاتوبك عداء المسافات الطويلة التشيكي هو مبتكر تدريب الفترة، حيث بواسطة طريقته استطاع هزيمة منافسيه طويلا بطريقة علمية. وتزايد الاهتمام بتدريب الفترة في رياضة الجري، ثم جاء «ميخالي إلجلوي» وجمع بين طريقتي التدريب الشكلي Style وتدريب الفترة وحقق بها نجاحات منافسات أولمبية عبر عشرات السنين.

## تدريب الفترة الخاصة بجري المسافات الطويلة
أصبحت تدريب الفترة بالنسبة لعداء المسافات الطويلة طريقة معترف بجدارتها للوصول إلى تقدم فيها. وخلال فترة الجري تختار سرعة مناسبة، بحيث يحافظ الرياضي على سرعته وبالتالي مدى بذل مجهوده متساوية في كل دورة تمرين.
فكانت مسافات تمرين الفترة 10.000 متر، مبتدئه بالجري 300، ثم 400 ثم 1000 متر، بينما يستعد عداء الماراثون بتدريب مسافات أطول. فهو يبدأ في تدريبه بالجري 200 متر إلى 400 متر، وجري تلك المسافات بالسرعة المتوسطة، وأما تدريب الاستعداد لمنافسة ماراثونية فكان يتدرب على مسافات 1000 متر إلى 5000 متر. خلال تدريب الفترة كانت ضربات القلب تصل إلى قصواها عند ما بين 90 % من مقدرته إلى أقل قليلا من 100% من قدرته (قريبا من انقطاع النفس)، بينما يرتفع النبض لديه بنسبة 85% من أعلى نبض خلال سباق منافسة. ومع ذلك لم يكن لم يكن تنظيم شدة التمرين تعتمد على قياس النبض فهذا ليس سهلا لقصر مسافة التدريب، وانما كان ذلك عن طريق تسجيل زمن جري مسافة التدريب. تتغير مسافات التدريب، ويُنصح بالبدء بمسافة تدريب طويلة ثم متابعتها بمسافات أقصر فأقصر، بمعنى 500-400-300-200-100 متر، فهي تؤتي بنتائج أحسن من البدء بمسافة صغيرة ثم متابعتها بمسافات طويلة 100-200-300-400-500 متر، على الرغم من اتخاذ نفس السرعة ونفس فترات الراحة في مجموعتي التدريب.

### أنواع التدريب واهدافه
ينقسم تدريب الفترة إلى تصنيفات متعددة

#### جري طويل سريع
- نبضات القلب: 85–90 % من أقصي نبض
- الأيض (التغيرات البيولوجية): أيض هوائي - أيض لا هوائي أو خليط منها
- دورة بذل المجهود: 2–4 × 2000 حتى 5000 متر
- دورة الراحة: 3–5 دقائق نشطة (مشي أو حركة سويدي خفيفة)
- غرض التمرين: تطوير الزمن الأساسي على مستوى عال، وتحسين استهلاك حمض اللبنيك (حيث يتجمع حمض اللبنيك الناتج من استهلاك الجلوكوز في العضلات بمزاولة التدريب)

يستخدم هذا تدريب الفترة كتدريب لجري الماراثون بغرض تجهيز الجسم خطوة خطوة على السرعة المطلوبة للمارثون.

#### لفات جري عنيف 1000 متر
- فترات بذل مجهود: 4–6 × 1000 متر بين 95 إلى 97 % لسرعة سباق منافسة 10 كيلومتر، وحتى 15 × 1000 متر بين 90 و 95 % لسباق منافسة 10 كيلومتر.
- فترات راحة: 2–3 دقائق مع المشي أو حركة سهلة لكي يهبط النبض رويدا رويدا
- غرض التدريب: استعدادات أساسيات الجري الطويل على مستوى عال.

#### دورات صعود السلم (أو الجبل) سريعا
- دورة بذل المجهود: 1–2 دقيقة
- دورة راحة: 2–3 دقائق
- تكرار الدورات حسب هوايتك
- غرض التدريب: تحسن القدرة على مزاولة المجود لمدة طويلة

(تلك هي أحد طرق HIIT)

## ميزات تدريب الفترة
يعطي تدريب الفترة طريقة جيدة للتدريب من حيث كفاءتها وفاعليتها، كما يثبت ذلك عدد من الاختبارات العلمية منفعتها. فقد أظهرت أنه من خلال فترات قصيرة ولكن بتمرين عنيف (حيث تكون فترة بذل الجهد مثلا 30 ثانية) - وبالتالي عدة دقائق فقط في اليوم - أمكن الحصول على نتائج طيبة (بالنسبة إلى قدرة العضلات)، نتائج مماثلة لتلك التي تستغرق بين 90 إلى 120 دقيقة بتمرين تقليدي بجهد متوسط الشدة.
وقد بين اختبار آخر أن درجة «تدريب الفترة شديد الجهد» HIIT (  high-intensity interval training, وهو يختلف عن «التدريب شديد الجهد» High Intensity Training) في كونه ليس فقط يختصر الوقت بل هو أيضا ذو فاعلية عالية ويعتبر طريقة للتدريب آمنة.
وتوصل الاخصائيون إلى أن دورات قفزة الجري لمدة 10 دقائق عند شدة جهد تبلغ 95% لأقصى درجة من نبضات القلب على دراجة تمرين ثابته بينها فترات راحة 1 دقيقة لها نفس الفاعلية الإيجابية على العضلات مثل ساعات قيادة دراجة هوائية معتادة المجهود.

امثلة على رياضات مختلفة
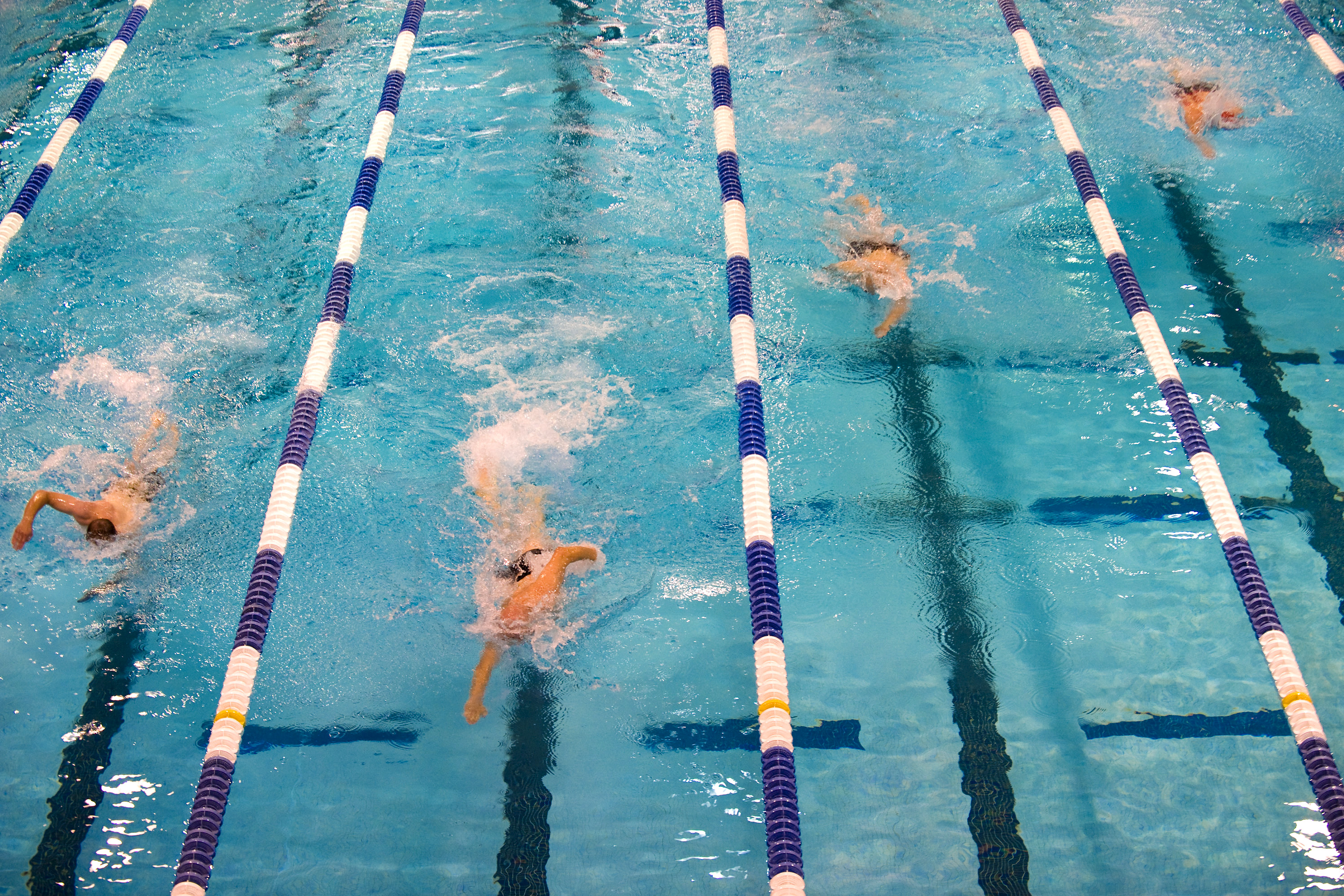
سباحة
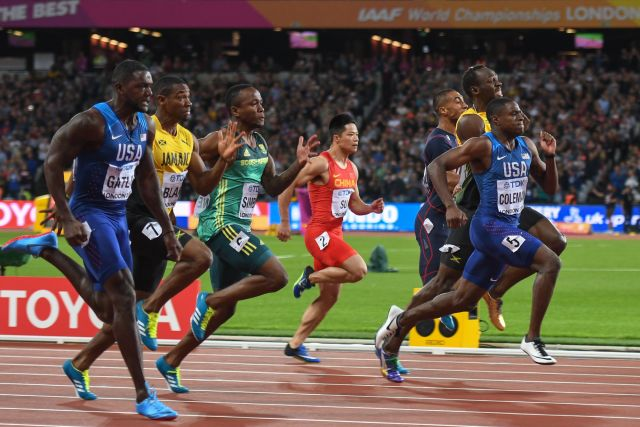
الجري
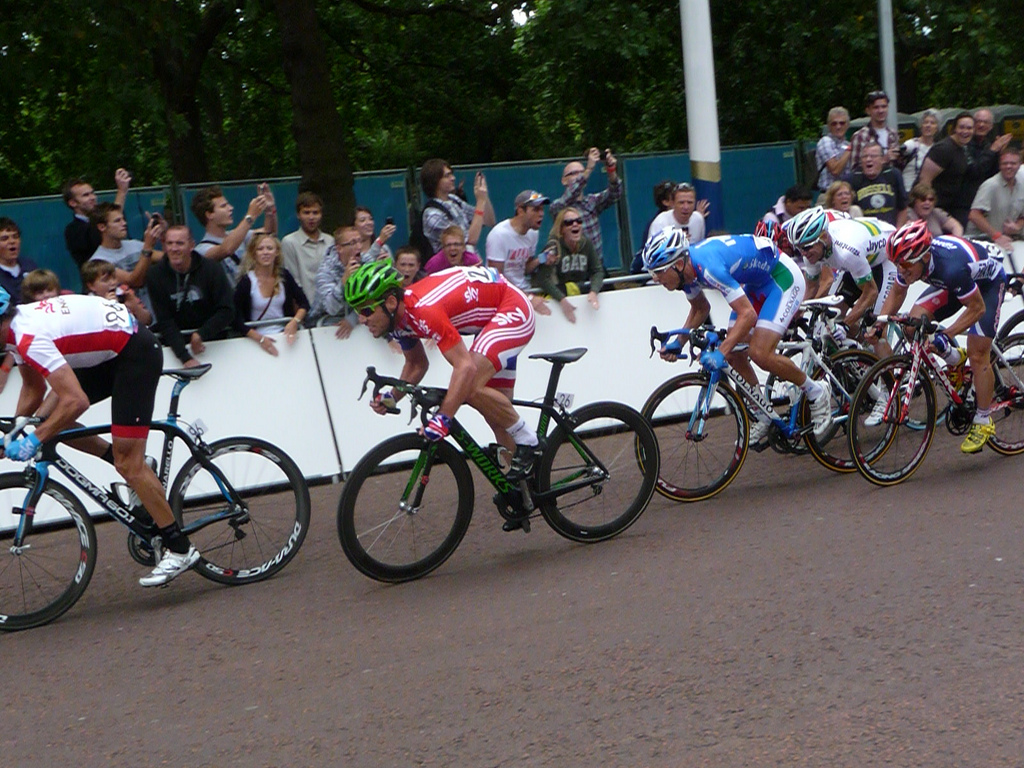
سباق العجل
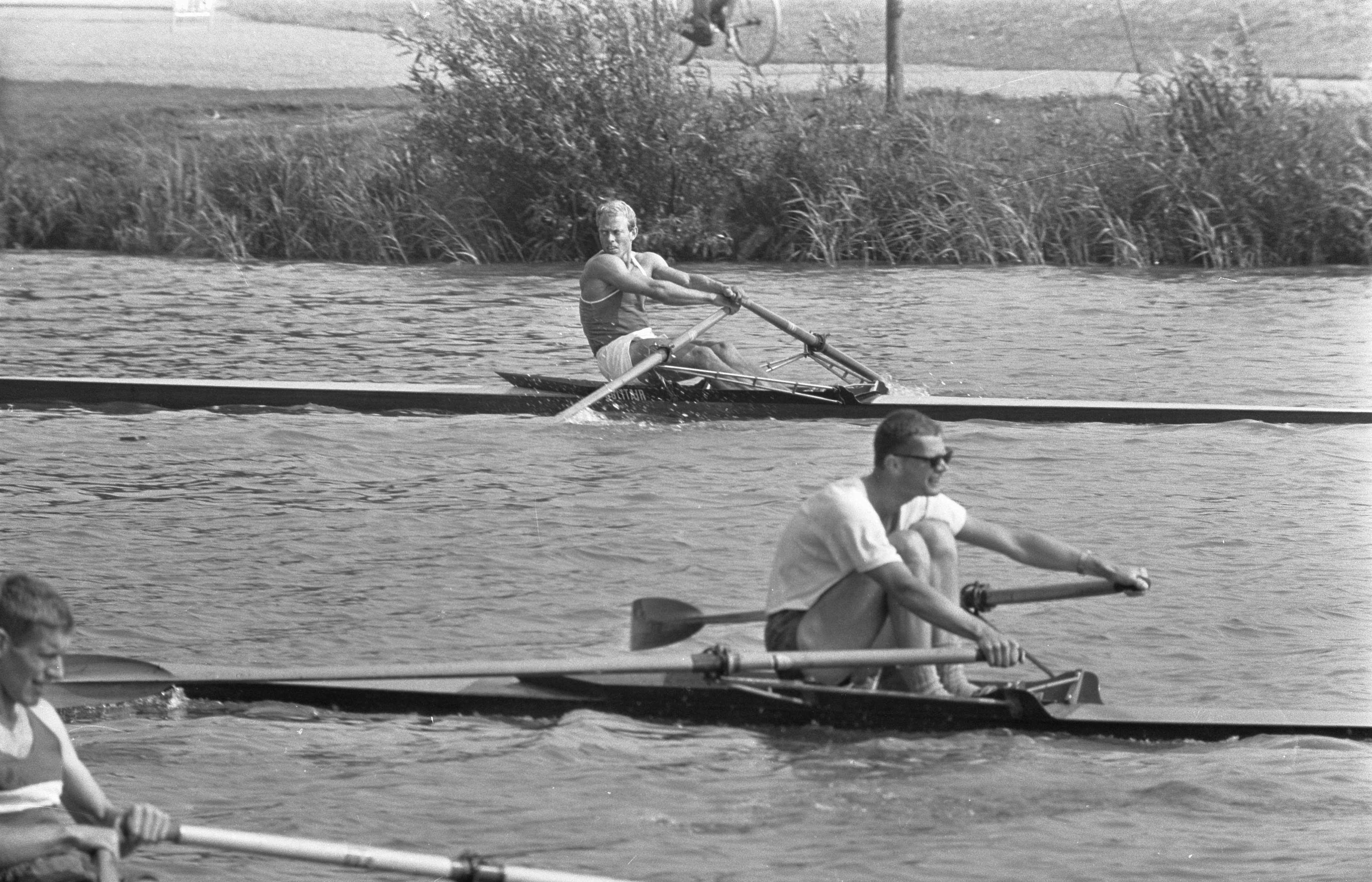
التجديف

## مساوئ تدريب الفترة
نظرا لقصر وقت الجهد يمكن للرياضي أداء التدريب بشدة عالية. ويمكن ان يؤثر الجهد العالي على بعض أجزاء الجسم إذا كان الرياضي ليس متقنا التدريب، فقد يؤثر ذلك على جهازه الحركي سلبا، مثل إصابة أحد المفاصل بسبب قلة تزويدها بالدم أثناء التمرين السريع .

## اقرأ أيضا
- أيض الحموض الدهنية
- عتبة اللاكتات
- أيض الكربوهيدرات
- اتاحة الطاقة في جسم الإنسان
- تمارين لاهوائية
- سعة قصوى للأكسجين
- انقباض عضلي
- ناد
- بي جي سي-1 ألفا